# Grantville (Kansas)
Grantville es un lugar designado por el censo (en inglés, census-designated place, CDP) situado en el condado de Jefferson, Kansas, Estados Unidos. Según el censo de 2020, tiene una población de 182 habitantes.

## Geografía
La localidad está ubicada en las coordenadas 39°04′50″N 95°33′40″O / 39.08056, -95.56111 (39.080594, -95.561169).